# Audiència Provincial de Castelló
L'Audiència Provincial de Castelló és una audiència provincial que opera dins l'àmbit territorial de la província de Castelló. Està composta per tres seccions (dos penals i una civil). Té la seua seu al complex judicial Ciutat de la Justícia de Castelló, al bulevard Blasco Ibáñez, 10, de Castelló de la Plana. El seu president és el magistrat José Manuel Marco Cos, que fou nomenat en març de 2014.

## Presidents
- Carlos Domínguez Domínguez (octubre 2003 - 23 desembre 2013)
- José Manuel Marco Cos (des del 27 març 2014)[1]